# Appello ai liberi e forti

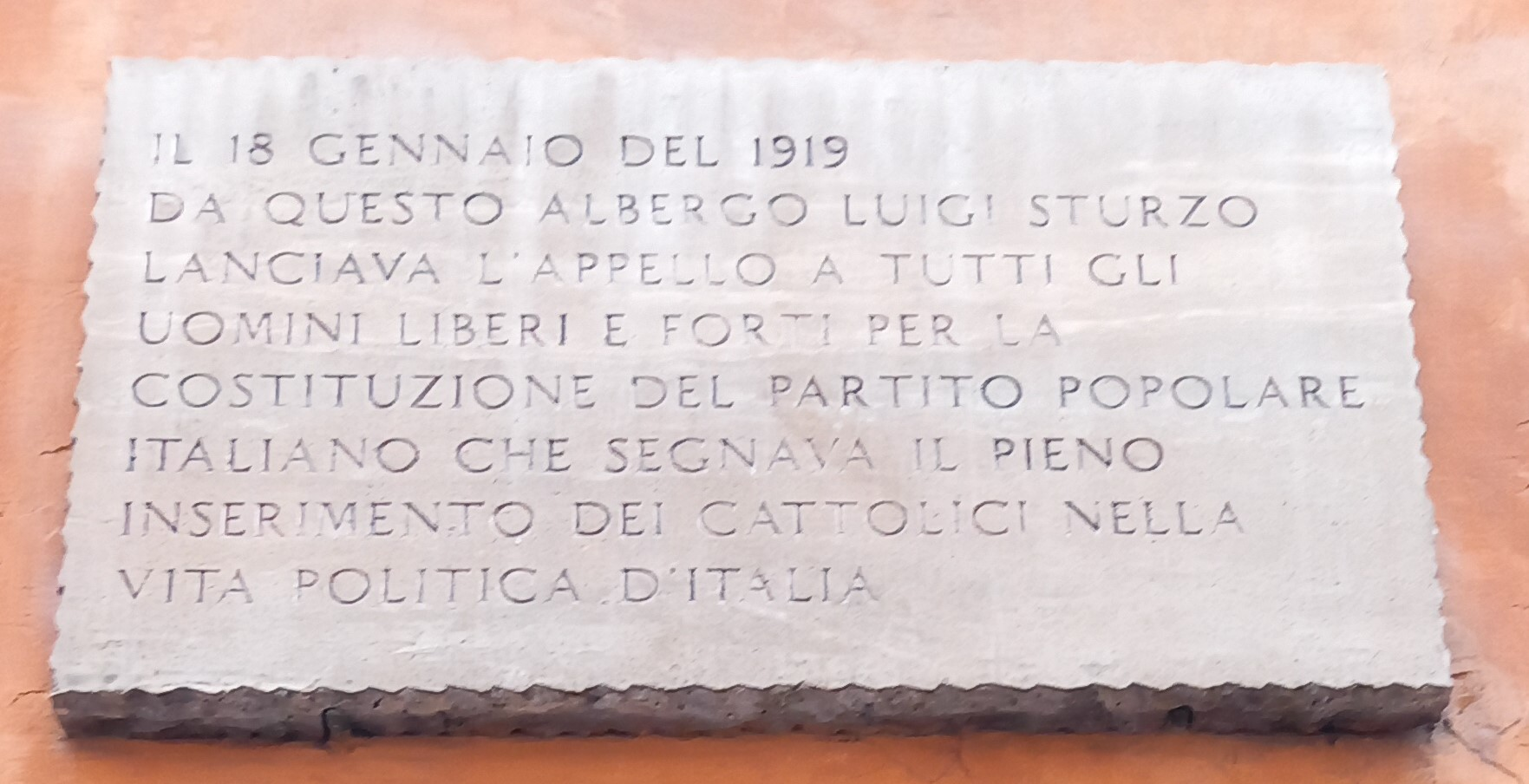
La lapide commemorativa sulla parete stradale dell'albergo Santa Chiara di Roma.

L'Appello ai liberi e forti è stato un proclama redatto su impulso di don Luigi Sturzo - che ne fu anche l'ispiratore - dalla commissione provvisoria del Partito Popolare Italiano e diffuso il 18 gennaio 1919, data di fondazione del partito.
Il proclama è un manifesto programmatico che rappresenta una pietra miliare nella storia del cattolicesimo democratico italiano. Fino ad allora, infatti, a seguito del non expedit, ai cattolici italiani era vietata qualsiasi forma di partecipazione alla vita pubblica del neonato Regno: "né eletti, né elettori".

## Presupposti politici

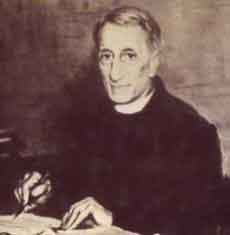
Luigi Sturzo

Fin dal 1875 esisteva l'Opera dei Congressi e dei Comitati Cattolici che svolgeva un'intensa azione per creare le premesse di uno Stato più giusto e più cristiano. Si trattò di una presenza efficace su tutti i principali problemi del tempo: riforme sociali, partecipazione degli operai alla vita dell'azienda, cooperative, banche cattoliche, società di mutuo soccorso, organizzazioni professionali, scuole per l'istruzione giovanile e popolare. L'Opera dei Congressi fu il centro coordinatore e propulsore delle associazioni intransigenti, in opposizione ai cattolici conservatori. 
Sul filone dell'intransigentismo si formò quindi lentamente il movimento democratico cristiano, rivolto ad attuare un vasto programma di riforme sociali per inserire nello Stato gli strati di popolazione oppressi dalla borghesia al potere. Ma L'Opera dei Congressi, a causa dei dissidi che essa provocò tra i cattolici, fu sciolta da Papa Pio X nel 1904. In essa esistevano due correnti: una si riallacciava al filone dell'intransigenza e dell'integralismo; l'altra era su posizioni, più progressiste, di Filippo Meda, Giuseppe Toniolo e Luigi Sturzo. 
I liberali del tempo tentarono di utilizzare i cattolici per puntellare le loro traballanti posizioni, realizzando un patto elettorale con alcuni gruppi cattolici (Patto Gentiloni). Ma esponenti cattolici come Sturzo e Donati preparavano la via alla partecipazione diretta e attiva dei cattolici alla vita pubblica italiana.

## Contenuti

Simbolo del Partito Popolare Italiano

L'appello contiene i caratteri fondamentali di quello che sarà poi definito popolarismo, una sorta di trasposizione in politica dei caratteri sociali ed etici della dottrina sociale della Chiesa cattolica, assorbendo anche alcuni principi propri del conservatorismo, del liberalismo, e addirittura del socialismo. 
L'appello chiamava a raccolta tutti i "liberi e forti", senza distinzione di confessione o credenza (come accadde quindi con il Centro Cattolico in Germania), disegnando i caratteri di un partito centrista e moderato, pronto ad alleanze con i liberali. 
L'appello accettava ed esaltava il ruolo della Società delle Nazioni, difendeva "le libertà religiose contro ogni attentato di setta", il ruolo della famiglia, la libertà d'insegnamento, il ruolo dei sindacati. 
Si poneva particolare attenzione a riforme democratiche come l'ampliamento del suffragio elettorale, compreso il voto alle donne, si esaltava il ruolo del decentramento amministrativo e della piccola proprietà rurale contro il latifondismo.
Bisogna rammentare che molte di queste posizioni non erano del tutto accettate dalla società di inizio '900. Il ruolo delle donne nella società, come quello dei sindacati o dei comuni non era patrimonio comune della nazione. Soprattutto da parte della gerarchia il ruolo dei sindacati, nonostante l'enciclica Rerum novarum di papa Leone XIII, continuava ad essere poco gradito.
Nell'"Appello ai liberi e forti" emerge un forte impegno sociale:
In politica interna si proponeva:
a) uno stato decentrato: 
 b) un Senato elettivo: 
 c) un sistema elettorale proporzionale con diritto di voto anche alle donne.
d) la "riforma della burocrazia e degli ordinamenti giudiziari e la semplificazione della legislazione".
In politica estera si auspicava un pieno appoggio ai Quattordici punti di Wilson:

## Avvenimenti successivi
Alle elezioni politiche del 1919 si presentò per la prima volta il Partito Popolare Italiano che raccolse il 20,5% dei voti, cioè 1.167.354 preferenze, e 100 deputati, dimostrando di essere una forza indispensabile per la formazione di qualsiasi governo.

### Altri manifesti politici del 1919
- L'Ordine Nuovo (il cui primo numero del maggio 1919 era un manifesto)
- Il programma di San Sepolcro (manifesto dei  Fasci di Combattimento)